# شنون ریچاردسون
شنون ریچاردسون (انگلیسی: Shannon Richardson؛ زادهٔ ۳۱ اوت ۱۹۷۷) یک هنرپیشه اهل ایالات متحده آمریکا است.